# موسیقی درون
موسیقی دْرُون (به انگلیسی: Drone music) یک سبک موسیقی مینیمالیستی است که بر مبنای استفاده از صداهای تقویت شده و تکرار شده، نوت‌ها، یا خوشه‌ها (که به آنها دْرون می‌گویند) ساخته می‌شود.
این سبک به‌طور معمول بر اساس دستورهای موسیقایی طولانی آن شناخته می‌شود و نسبت به موسیقی‌های دیگر دارای دگرگونی‌های هارمونیک کمتری در سرتاسر قطعه است.